# بامبل
بامبل (انگلیسی: Bumble) یک اپلیکیشن، شبکه اجتماعی و سامانه دوست‌یابی آنلاین است که در سال ۲۰۱۴ بنیان نهاده‌شد. این اپ توسط ویتنی ولف هرد، از بنیان‌گذاران پیشین تیندر، ساخته‌شده‌است.
بامبل در سال ۲۰۱۷ توسط فوربز با بیش از ۵۵ میلیون نفر کاربر ۱ میلیارد دلار ارزش‌گذاری شد. از سپتامبر سال ۲۰۱۹ با ۵ میلیون کاربر در ماه به دومین برنامه دوست‌یابی در ایالات متحده پس از تیندر تبدیل شد.
بامبل یک اپلیکیشن دوستیابی است که کسانی را که به دنبال رابطه عاشقانه یا دوستانه یا چیزی بین این دو هستند، مرتبط می‌کند. کاربران می‌توانند کسانی را که می‌خواهند ملاقات کنند برحسب جنس، سن و فاصله‌ای که می‌خواهند بپیمایند، فیلتر کنند. اگر دو کاربر همدیگر را «لایک» کنند با یکدیگر «مَچ» می‌شوند و می‌توانند باهم ارتباط برقرار کنند.
تفاوت بامبل با سایر سایت‌های دوستیابی این است که برای ارتباط برقرار کردن اول زنان باید پیغام دهند. وینتی وولف، مدیرعامل و بنیان‌گذار بامبل می‌گوید که به دنبال جنبش‌هایی مانند «من هم» تصمیم گرفت با دادن شانس اولین حرکت به زنان، قدرت بیشتری در قرارهای عاشقانه به آن‌ها بدهد.